# Jeremy Shada
Jeremy Shada (Boise, Idaho; 21 de enero de 1997) es un actor y cantante estadounidense. Su cónyuge es Carolynn Rowland. Desde 2010 es la voz de Finn en la serie de dibujos animados Adventure Time. Es hermano de Zack Shada, también actor y actualmente realiza el personaje de Reggie en Julie y los fantasmas.

## Filmografía

### Cine
| Año  | Película                         | Papel              | Notas |
| ---- | -------------------------------- | ------------------ | ----- |
| 2004 | Team America: World Police       | Jean Francois      | Voz   |
| 2005 | No Rules                         | Joven Kurt Diamond |       |
| 2005 | Mis vecinos los Yamada           | Voces adicionales  |       |
| 2012 | ParaNorman                       | Pug                | Voz   |
| 2012 | Cartoon Network 20th Anniversary | Finn               | Voz   |

### Televisión
| Año       | Televisión                          | Papel               | Notas        |
| --------- | ----------------------------------- | ------------------- | ------------ |
| 2004      | Miracle Run                         | Joven Phillip       | Telefilm     |
| 2006      | Southern Comfort                    | Colton              | Telefilm     |
| 2007      | Love's Unending Legacy              | Chico en diligencia | Telefilm     |
| 2009      | Cloudy with a Chance of Meatballs   | Voces adicionales   |              |
| 2009-2011 | Batman: The Brave and the Bold      | Joven Robin         |              |
| 2010-2018 | Adventure Time                      | Finn                |              |
| 2012-2013 | Incredible Crew                     | Varios personajes   |              |
| 2013      | Aliens in the House                 | Mikey               | Telefilm     |
| 2016-2018 | Voltron: Legendary Defender         | Lance               | Netflix      |
| 2020      | Julie and the Phantoms              | Reggie              | Netflix      |
| 2021-2023 | DreamWorks Dragons: The Nine Realms | Tom                 | Peacock Hulu |
| 2023      | Adventure Time: Fionna and Cake     | Finn                | Max          |

#### Participaciones especiales
| Año  | Título             | Rol                            | Episodios                                    |
| ---- | ------------------ | ------------------------------ | -------------------------------------------- |
| 2004 | ER                 | Bobby                          | "Time of Death"                              |
| 2004 | Good Girls Don't   | Joven David                    | "Sole Mates"                                 |
| 2006 | Nip/Tuck           | Niño N° 1                      | "Reefer"                                     |
| 2006 | Lost               | Joven Charlie Pace             | "Fire + Water", "Greatest Hits"              |
| 2007 | Shark              | C.J. Chambers                  | "Blind Trust"                                |
| 2007 | Ghost Whisperer    | Liam Fletcher                  | "The Prophet", "The Gathering"               |
| 2007 | The Loop           | Chico Luxembourgian            | "CSI: Donut Idol Bowl"                       |
| 2007 | Cold Case          | Jack Raymes '94                | "Thrill Kill"                                |
| 2009 | Chowder            | Porridge (voz)                 | "My Big Fat Stinky Wedding"                  |
| 2010 | Parenthood         | First Baseman                  | "The Situation"                              |
| 2012 | La naranja molesta | Josh Bread, Dustin Berry (voz) | "Follow the Bouncing Orange", "Clue Berries" |

### Videojuegos
| Año  | Juego               | Rol                   | Notas |
| ---- | ------------------- | --------------------- | ----- |
| 2011 | F.E.A.R. 3          | Paxton Fettel – chico | Voz   |
| 2021 | Cookie Run: Kingdom | GingerBrave           | Voz   |

- Datos: Q304689
- Multimedia: Jeremy Shada / Q304689